# VB 10
Вольф 1055 B (VB 10, Звезда ван Висбрука) — красный карлик, расположенный в созвездии Орла на расстоянии 20 световых лет от Земли. Один из компонентов двойной звёздной системы Вольф 1055.

## Звезда
VB 10 — красный карлик, расположенный в созвездии Орла и являющийся частью двойной звёздной системы Вольф 1055. Размеры данной звезды приближены к размерам Юпитера.
Температура поверхности равна приблизительно 2700 кельвинам.
Звезда ван Висбрука является вспыхивающей звездой, так в 1994 году астрономами была зарегистрирована мощная вспышка на звезде, температура поверхности тогда возросла в 50 тысяч раз. Исследователи полагают, что данное событие обусловлено мощным проявлением магнитного поля звезды. В 2000 году у Вольф 1055 В была зарегистрирована мощная вспышка, видимая в рентгеновском диапазоне, что подтверждает данные о корональной активности. Как переменная звезда, данный компонент имеет обозначение V1298 Орла.

## Экзопланета
В мае 2009 года астрономы Стивен Правдо и Стюарт Шаклан из Лаборатории реактивного движения НАСА объявили об открытии экзопланеты вокруг звезды VB 10, открытой с помощью астрометрических методов. Дальнейшее исследование лучевой скорости звезды VB 10 не подтвердило существование экзопланеты и исключило существование объекта со свойствами, описанными астрономами Правдо и Шакланом. Поэтому по состоянию на 2024 год нет достоверных доказательств существования экзопланеты вокруг звезды VB 10. Если бы открытие было бы подтверждено, то VB 10 b стала бы первой экзопланетой, обнаруженной с помощью астрометрии.